# خماسي فلوريد البروم
خماسي فلوريد البروم هو مركب كيميائي بين هالوجيني صيغته BrF5، ويوجد على شكل سائل أصفر شاحب اللون.

## التحضير
يحضر المركب من التفاعل بين عنصري البروم والفلور:
{\displaystyle \mathrm {Br_{2}+5\ F_{2}\longrightarrow 2\ BrF_{5}} }
كما يمكن أن يتم التحضير باستخدام بروميد البوتاسيوم:
{\displaystyle {\ce {KBr + 3 F2 -> KF + BrF5}}}

## الخواص
يوجد المركب في الشروط القياسية على شكل سائل أصفر شاحب اللون، وهو يتفاعل عند التماس مع الماء.
{\displaystyle {\ce {BrF5 + 3 H2O -> HBrO3 + 5 HF}}}
حيث يتشكل كل من حمض البروميك وحمض الهيدروفلوريك.

## الاستخدامات
يمكن أن يستخدم هذا المركب من أجل تحليل نظائر الأكسجين.